# 蔡斯·杰克逊
蔡斯·杰克逊，OLY（1994年7月20日—），旧姓伊利（Ealey），美国女子田径运动员，主攻铅球，2022年世界室内田径锦标赛女子铅球银牌得主、2022年世界田径锦标赛女子铅球金牌得主、2023年世界田径锦标赛女子铅球金牌得主。